# Abeilles vautours
Les abeilles vautours, aussi appelées abeilles charognardes, sont un petit groupe de trois espèces d'abeilles sans dard d'Amérique du Sud appartenant au genre Trigona, et qui se nourrissent de viande pourrie. Elles remplacent le pollen par la viande, mais produisent toujours du miel à partir de nectar. Ce comportement inhabituel n'a été découvert qu'en 1982, près de deux siècles après la première classification des abeilles.

## Taxonomie
- Trigona crassipes (Fabricius, 1793)
- Trigona necrophaga (Camargo et Roubik, 1991)
- Trigona hypogea (Silvestri, 1902)

## Écologie et comportement
Les abeilles vautours, tout comme les asticots, pénètrent généralement dans la carcasse par les yeux. Elles fouillent ensuite à l'intérieur pour recueillir la viande adaptée à leurs besoins. L'abeille vautour salive sur la chair en décomposition puis la consomme, stockant la chair dans son compartiment stomacal spécial. Lorsqu'elle retourne à la ruche, cette viande est régurgitée et transformée par une abeille ouvrière, qui la décompose en une substance comestible ressemblant au miel. Cette substance est ensuite placée dans des récipients en forme de pot à l'intérieur de la ruche jusqu'à ce qu'il soit temps de nourrir les abeilles immatures.